# Memorial Address
Memorial Address — мини-альбом Аюми Хамасаки, выпущенный 17 декабря 2003 года под лейблом Avex Trax. Альбом продержался на первых строчках хит-парада Oricon в течение нескольких недель. Разошедшийся более чем миллионом копий, Memorial address находится в числе 250 наиболее продаваемых альбомов в Японии всех времен. Альбом вышел в двух версиях: CD и CD+DVD и стал первым диском Аюми Хамасаки, выпущенным в комплекте с DVD. Пять из восьми песен ранее выходили на синглах &, forgiveness и No way to say.

## Коммерческое использование композиций
В октябре 2003 года «ANGEL'S SONG» использовалась в рекламе Panasonic D-snap SV-AS10. Версия песни для рекламы несколько отличается по тональности от финальной, записанной для альбома. «Because of You» можно было услышать в рекламе фотокамеры Panasonic Lumix FX5, а «No way to say» в рекламе плеера Panasonic Dockin Style MD-MJ57. «ourselves» использовалась в рекламе губной помады KOSE VISEE Sheer Gloss.

## Список композиций
Все тексты написаны Аюми Хамасаки.
| №  | Название                                            | Музыка         | Аранжировка | Длительность |
| -- | --------------------------------------------------- | -------------- | ----------- | ------------ |
| 1. | «ANGEL'S SONG»                                      | Tetsuya Yukumi | HΛL         | 4:56         |
| 2. | «Greatful days»                                     | Bounceback     | HΛL         | 4:37         |
| 3. | «Because of You»                                    | Bounceback     | HΛL         | 5:20         |
| 4. | «ourselves»                                         | Bounceback     | CMJK        | 4:31         |
| 5. | «HANABI ~episode II~»                               | Crea+D.A.I     | tasuku      | 4:53         |
| 6. | «No way to say»                                     | Bounceback     | HΛL         | 4:43         |
| 7. | «forgiveness»                                       | Crea+D.A.I     | CMJK        | 5:49         |
| 8. | «Memorial address (take 2 version)» (бонусный трек) | Tetsuya Yukumi | tasuku      | 3:56         |

| №  | Название                                              | Режиссёр                | Длительность |
| -- | ----------------------------------------------------- | ----------------------- | ------------ |
| 1. | «ANGEL'S SONG» (видеоклип)                            | Hideaki Sunaga          | 5:13         |
| 2. | «Greatful days» (видеоклип)                           | Hideaki Sunaga          | 4:47         |
| 3. | «Because of You» (видеоклип)                          | Kouki Tange             | 5:29         |
| 4. | «ourselves» (видеоклип)                               | Kouki Tange             | 4:53         |
| 5. | «HANABI ~episode II~» (видеоклип)                     | Shuichi Tan             | 5:00         |
| 6. | «No way to say» (видеоклип)                           | Ukon Kamimura           | 5:02         |
| 7. | «forgiveness» (видеоклип)                             | Yoshiya Okoyama + D.B.D | 5:46         |
| 8. | «Special Digest from A museum ~30th collection live~» |                         |              |